# دينو فافا باسارو
دينو فافا باسارو (بالإيطالية: Dino Fava Passaro)‏ (16 مارس 1977 في إيطاليا - ) هو لاعب كرة قدم إيطالي في مركز الهجوم. لعب مع نادي أودينيزي ونادي برو باتاريا ونادي بولونيا ونادي تريستينا ونادي تريفيزو ونادي ساليرنيتانا ونادي فاريسي ونادي نابولي وASD Città di Acireale 1946 ‏ وتيراتشينا كالشيو ونادي فورميا ‏ وPortici 1906 ‏ وU.S. Sessana ‏ وPaganese Calcio 1926 ‏.

## روابط خارجية
- دينو فافا باسارو على موقع قاعدة بيانات كرة القدم.إي يو (الإنجليزية)
- دينو فافا باسارو على موقع Soccerway.com (الإنجليزية)
- دينو فافا باسارو على موقع عالم كرة القدم.نت (الإنجليزية)